# 풋볼 리그 (그리스)
그리스 풋볼 리그(그리스어: Ελληνική Φούτμπολ Λιγκ)는 그리스 프로 축구 3부 리그였다. 원래 명칭은 베타 에스니키(그리스어: Β΄ Εθνική)였으며, 2010년에 수페르리가 엘라다의 리그명 변경과 동시에 풋볼 리그로 이름을 바꾸었다. 2019년에는 그리스 축구 리그 시스템의 개편으로 기존의 2부 리그에서 3부 리그로 리그 등급이 바뀌었으며, 2021년에 리그가 폐지되고 대부분의 참가팀들이 수페르리가 2로 흡수되었다.

## 역사
1954년, 지역 리그라는 이름으로 북부와 남부로 나뉘어서 처음 시행되었다. 이 리그의 모든 축구 구단들은 그리스 축구 구단 협회 우승 팀 자격으로 참가하였다. 매년마다 참가하는 팀이 달랐다.
1960년까지, 그 때부터 디비전이라는 리그 명칭과 참가 구단에는 변화가 없었다. 1960년부터 1984년까지는 몇 개의 구단이 참가했어지만 그 중, 1962년에는 10개의 구단이 참가하면서 최고조로 치솟았다.
1962년, 디비전 리그 체제가 지속되자 지역 리그의 구단들에게 중요한 자유 조건이 필요해졌다. 1962년부터 1963년까지, 리그의 체제를 개혁했다. 1983년까지, 21년 동안 리그의 구단들의 리그 배치를 조정하고 새 시스템을 구축하였다. 그리하여 1983-84시즌부터 풋볼 리그의 전 명칭인 베타 에스니키로 새 리그를 발족하였다.
2006년, 상위 리그이자 1부 리그인 수페르리가 엘라다의 리그 변경으로 인해 2010년, 리그의 체제를 변경하지 않고 리그 명칭을 풋볼 리그로 변경하였다.
2019년, 그리스 축구 리그 시스템의 개편으로 기존의 2부 리그에서 감마 에스니키를 대체하며 3부 리그로 바뀌었다. 또한 기존 16개팀에서 14개팀으로 참가팀 수를 조정하였고, 2020-21 시즌에는 다시 20개팀이 2개의 그룹으로 나누어 경기를 치렀다.
2021년에는 리그가 폐지되고 감마 에스니키가 3부 리그로 대체되었으며 대부분의 참가팀들이 2부 리그인 수페르리가 2로 흡수되었다.

## 리그 구조
풋볼 리그는 20개의 구단이 각각 홈&어웨이 방식으로 진행된다. 시즌 종료 기간에는 하위 네 팀이 4부 리그인 감마 에스니키로 강등이 되며, 상위 2팀은 2부 리그인 수페르리가 2로 승격된다. 풋볼 리그의 모든 팀은 그리스 컵에 출전이 가능하다.

## 같이 보기
- 그리스 컵